# 두메부추
두메부추(Allium senescens)는 백합과 초본풀로 깊은 산골이나 사람이 많이 살지 않는 곳에 자라난다하여 두메부추라 이름하였다고 한다.
울릉도의 두메부추가 맛의 방주에 등재되어 있다.

## 이명
두메부추는 산구 또는 메부추라고도 불린다.

## 특징
말 그대로 두메산골에서 자라는 두메부추는 속씨식물 외떡잎식물이며, 길이가 20에서 30cm 미터까지 자라며 비늘줄기이다. 이 줄기는 얇고 잎사귀는 뿌리에서 나오며 잎의 길이는 20에서 30cm, 나비 2에서 9mm이다. 꽃은 연한 홍자색으로 열매는 9월에서 10월에 열린다. 이 열매는 여러 개의 씨방으로 된 열매인데, 열매가 익으면 과피가 말라서 쪼개진다.

## 분포 지역
두메부추는 대한민국 경상북도 울릉도, 함경북도 백두산, 관모봉, 중부 이북지방 뿐만 아니라 유럽, 아시아, 등지에서 자란다.

## 쓰임새
두메부추의 어린 잎은 식용 가능하며 줄기는 이뇨제 또는 강장제 등의 약제로 쓰인다.

## 재배 및 관리
배수가 잘 되고 햇빛이 잘 드는 양지에 심는다. 전문적으로 대량 생산할 때는 유기질 비료를 충분히 주고, 필요하다면 복합비료를 추비로 준다. 이른 봄에 직접 씨를 뿌린다. 종자의 수명은 짧으나, 바로 수확한 종자는 발아율이 좋고 이듬해에 바로 꽃을 볼 수 있다. 새로운 뿌리가 계속 나오기 때문에 산파와 달리 포기나누기로 증식하기가 수월하다.